# Who Killed Captain Alex?
Pour plus de détails, voir Fiche technique et Distribution.
Who Killed Captain Alex? (littéralement « qui a tué le capitaine Alex ? ») est un film ougandais de Wakaliwood, produit et réalisé par Nabwana I. G. G. et sorti en 2010.
En Ouganda, ce film se revendique comme étant le premier film d'action du pays et a acquis une certaine notoriété sur les réseaux sociaux due au fait qu'il aurait été tourné avec un budget inférieur à 200 dollars. En tout et pour tout, Who Killed Captain Alex? aurait coûté 85 dollars américain. Mieux encore, l'Afrique noire (donc l'Ouganda) étant sujette aux coupures de courant, la première version du film aurait été perdue en raison des coupures. La seconde version est sans son et c'est une vidéo joker qui commente le film par des gags,,,.

## Synopsis
L'organisation criminelle Tiger Mafia et son chef, le Maléfique Richard, contrôlent et terrorisent la ville de Kampala dans l'ombre. Pour mettre fin à leurs agissements, le capitaine Alex est envoyé par ses supérieurs pour démanteler et détruire l'organisation et son chef. Au cours de cette mission minutieusement préparée par le capitaine, un des hommes les plus proches du chef de la Tiger Mafia est capturé et plusieurs criminels sont mis hors d'état de nuire. Il s'agit du frère de ce dernier qui décide de se venger. Pour mener à bien sa vengeance, Richard envoie une espionne chargée de séduire le capitaine Alex pour que les membres du gang puissent le capturer. Ce qui fut fait. Mais, plus tard dans la nuit, Alex est mystérieusement assassiné par un homme inconnu.
C'est au tour du frère d'Alex de partir venger son frère,,.

## Fiche technique
- Titre : Who Killed Captain Alex?
- Réalisation : Nabwana I. G. G.
- Scénario : Nabwana I. G. G.
- Musique : Kizito Vicent
- Photographie : Nabwana I. G. G.
- Montage : Nabwana I. G. G.
- Production : Nabwana I. G. G.
- Société de production : Ramon Film Productions
- Pays :  Ouganda
- Durée : 64 minutes
- Genre : Action
- Dates de sortie :
  -  Ouganda : 2010

## Distribution
- Kakule William : le capitaine Alex
- Sserunya Ernest : Richard
- G. Puffs : Puffs
- Kavubu Muhammed : le sergent
- Kasumba Isma : le lieutenant
- Faizat Muhammed : Natasha
- Bisaso Dauda : Rock
- Nakyambadde Prossy : Ritah